# Hernando Arrechea
Hernando Arrechea, född 12 december 1943, död 22 juni 2009, var en friidrottare från Colombia. Han deltog vid olympiska sommarspelen 1968.